# Isochlora yushuensis
Isochlora yushuensis är en fjärilsart som beskrevs av Chen 1993. Isochlora yushuensis ingår i släktet Isochlora och familjen nattflyn. Inga underarter finns listade i Catalogue of Life.